# Dave Berg
Dave Berg (Brooklyn, 12 de junho de 1920  – Marina del Rey, 17 de maio de 2002) foi um cartunista estadunidense, conhecido por ter trabalhado durante cinco décadas na revista Mad.

## Brochuras de Berg
| Year | Title                                     | ISBN              |
| ---- | ----------------------------------------- | ----------------- |
| 1964 | Mad's Dave Berg Looks at the U.S.A.       | 978-0-446-35422-6 |
| 1966 | Mad's Dave Berg Looks at People           | 978-0-446-86132-8 |
| 1967 | Mad's Dave Berg Looks at Things           | 978-0-446-94403-8 |
| 1969 | Mad's Dave Berg Looks at Modern Thinking  | 978-0-446-30434-4 |
| 1971 | Mad's Dave Berg Looks at Our Sick World   | 978-0-446-94404-5 |
| 1972 | Mad's Dave Berg: My Friend God            | 978-0-451-06976-4 |
| 1973 | Mad's Dave Berg Looks at Living           | 978-0-446-75697-6 |
| 1974 | Mad's Dave Berg: Roger Kaputnik and God   | 978-0-451-06106-5 |
| 1975 | Mad's Dave Berg Looks Around              | 978-0-446-30432-0 |
| 1977 | Dave Berg: Mad Trash                      | 978-0-446-87938-5 |
| 1977 | Mad's Dave Berg Takes a Loving Look       | 978-0-446-88860-8 |
| 1979 | Mad's Dave Berg Looks, Listens and Laughs | 978-0-446-88667-3 |
| 1982 | Mad's Dave Berg Looks at You              | 978-0-446-34792-1 |
| 1984 | Mad's Dave Berg Looks at the Neighborhood | 978-0-446-30350-7 |
| 1986 | Mad's Dave Berg Looks at Our Planet       | 978-0-446-32310-9 |
| 1987 | Mad's Dave Berg Looks at Today            | 978-0-446-34423-4 |